# Stemma della Repubblica del Congo

Stemma della Repubblica Popolare del Congo dal 1970 al 1991

Lo stemma della Repubblica del Congo è il simbolo araldico ufficiale del paese, adottato nel 1960 e successivamente ri-adottato 1991. Consiste in uno scudo dorato con un'onda verde al centro su cui si trova un leone rampante rosso che tiene una torcia. Lo scudo è coronato da una corona d'oro che riporta il nome del paese ed è supportato da due elefanti neri che poggiano su una banda rossa. In basso un cartiglio riporta il motto del paese: Unité Travail Progrès (unità lavoro progresso).
Dal 1970 al 1991, durante la Repubblica Popolare del Congo, lo stemma venne sostituito con uno più semplice.